# الرباط (ملحان)

تعديل مصدري - تعديل

الرباط هي إحدى قرى عزلة بني وهب بمديرية ملحان التابعة لمحافظة المحويت، بلغ تعداد سكانها 556 نسمة حسب تعداد اليمن لعام 2004.